# 鋼鐵勁旅系列
《鋼鐵勁旅》是一個戰爭類電子遊戲系列，先後由不同公司開發和發行，主要模擬了1930年至2025年的戰爭。初代遊戲於195年發佈，最新的一次更新發佈於2018年，目前仍在以每年一次的頻率定期更新。
玩家在一個由六邊形網格組成的地图上，以上帝視角控制单个坦克和车辆。步兵大多是班／组（8-12人）大小的单位，但狙击手等單位可以单独控制。玩家控制的整个部队通常是营级规模，但也可以小到一个排或连，大到一个团／旅。
游戏是基于回合制的，玩家可透過电子邮件或热座模式与電腦或其他玩家进行对抗。

## 玩法
与其他战术性回合制战争游戏一样，《鋼鐵勁旅》的特点是實時的军事控制，最小的普通单位是小队，最大的是旅级的部队。玩家几乎可以控制围绕士兵的战争的每一个方面，从简单的弹药使用，到部队的士气、处置和指挥链。
游戏的特色功能有成套的单次战斗场景和战役（可以是分支的，也可以是线性的），单次战斗生成器，战役生成器，以及长期战役生成器。
该系列的所有游戏在外觀和玩法上都很相似。然而，原系列中的第三部明显与众不同，它提供了排级规模的编队，而不是像其他几部一樣的单个坦克和小队的规模。
游戏提供各种游戏模式：玩家对决（热座模式或在线），人機對決和透過电子邮件進行的郵遞型遊戲（PBEM）。玩家在剧情开始时獲得军事单位，并可选择用不同方式获得的点数购买增援。然后，这些单位在六边形网格地图上移动，类似于其他棋類和戰爭類游戏。除了现成的战斗和战役外，玩家还可以定制单一场景或创建自己的战役。

## 系列歷史
- 1995 《鋼鐵勁旅》，Strategic Simulations開發
  - 1996 《鋼鐵勁旅：Campaign Disk》，Strategic Simulations開發
  - 1997 《鋼鐵勁旅：Campaign Disk #2》，Strategic Simulations開發
- 1996 《鋼鐵勁旅II（英语：Steel Panthers II: Modern Battles）》 ，Strategic Simulations開發
  - 1996 《Steel Panthers II: Modern Battles - Campaign Disk》，Strategic Simulations開發
- 1997 《Steel Panthers III: Brigade Command: 1939-1999》，Strategic Simulations開發
- 1998 《SP2WW2》（Steel Panthers II: World War 2），Camo Workshop開發
  - 1999 《SPWW2》，Camo Workshop開發
  - 2006 《WinSPWW2》，Camo Workshop、Distributed、Shrapnel Games開發
- 2000 《鋼鐵勁旅：世界大戰（英语：Steel Panthers: World at War）》，Matrix Games開發
- 2002 《鋼鐵勁旅：主力戰車》（SPMBT），Camo Workshop開發
  - 2005 《WinSPMBT》，Camo Workshop、Distributed、Shrapnel Games開發

游戏源代码的著作權和遊戲發行權現由Matrix Games和Camo Workshop收购。
Matrix Games使用鋼鐵勁旅III的引擎重置了系列中二戰主題的遊戲，並將其以免費遊戲形式發佈，名爲《鋼鐵勁旅：世界大戰》。

## 反响
In 1998, Jim Cobb of 電腦遊戲世界 referred to the Steel Panthers series as a "cash cow". Author Rusel DeMaria later summarized the situation: "about 18 months in marketing time after 装甲元帅's phenomenal success, another series did extremely well for SSI." The original Steel Panthers proved highly popular, and Steel Panthers II became a "major" hit, according to DeMaria.
Steel Panthers was named the best wargame of 1995 by 電腦遊戲世界, PC Gamer US and Computer Games Strategy Plus. The editors of PC Gamer US called it "easily one of the best tactical simulations ever developed for the PC."
Steel Panthers and Steel Panthers II were named, collectively, the 62nd best computer game ever by PC Gamer UK in 1997.

## 文學創作
- Walker M. H. Games That Sell!. — Wordware Publishing, 2003. — 550 p. — (Wordware Game and Graphics Library). — ISBN 9781556229503. — ISBN 155622950X.
- Black M., Kurlander E. Revisiting the «Nazi Occult»: Histories, Realities, Legacies. — Boydell & Brewer, 2015. — 297 p. — (German history in context). — ISBN 9781571139061. — ISBN 1571139060.

## 外部連結
- 莫比游戏上的《Steel Panthers》（英文）